# Shepherdswell
Shepherdswell (även: Sibertswold) är en ort i grevskapet Kent i sydöstra England. Orten ligger i distriktet Dover och civil parishen Shepherdswell with Coldred, cirka 9 kilometer nordväst om Dover. Tätorten (built-up area) hade 1 622 invånare vid folkräkningen år 2021.
Sibertswold var en civil parish fram till 1963 när blev den en del av Sheperdswell with Coldred. Civil parishen hade 1 085 invånare år 1961. Shepherdswell nämndes i Domedagsboken (Domesday Book) år 1086, och kallades då Sibertessuald/Sibertesuualt.